# Edie & Pen
Edie & Pen, também conhecido como Desert Gamble, é um filme de drama de 1996 dirigido por Matthew Irmas e escrito por Victoria Tennant. Sua estréia mundial foi em 10 de maio de 1996 no Festival de Cannes e estrelou Jennifer Tilly e Stockard Channing como respectivamente Edie e Pen, duas mulheres que se conectam em um bar de Las Vegas. Mais tarde, o filme recebeu um lançamento na HBO a partir de julho de 1996 e também foi lançado em DVD pela Image Entertainment em 2003.

## Sinopse
Pen (Stockard Channing) e Edie (Jennifer Tilly) são duas mulheres que vieram a Reno, Nevada para garantir o divórcio de seus respectivos maridos. Edie está animada com o divórcio, já que vai viajar para o exterior para se casar rapidamente com um homem com quem está namorando, enquanto Pen fica chateada porque o divórcio foi resultado do amor de seu marido. Ambas as mulheres decidem beber em um bar local, onde se tornam amigas, se unindo ao casamento malsucedido, pois o marido de Edie a deixou logo após o casamento, há dois anos, e o marido de Pen, Victor (Stuart Wilson), passou os últimos nove anos a negligenciando. Eles não sabem que têm um vínculo mais profundo entre os dois, já que o noivo de Edie é na verdade Victor, o marido recém-divorciado de Pen.
No bar, eles se encontram com Harry (Scott Glenn), um homem cuja esposa o deixou recentemente por outro homem. Para seu desgosto, Harry começa a mostrar um interesse romântico imediato por Pen, que reluta em voltar suas atenções. Ela é incentivada por Edie, pois sente que Pen se divertiria mais na vida se ela fosse menos tensa e mais espontânea. Pen começa lentamente a devolver os sentimentos de Harry com base nos conselhos de Edie, apenas para que as coisas azedem quando ela percebe que Edie era a amante de Victor. Como resultado, Pen interrompe as coisas com Harry, não acreditando que o relacionamento daria certo. Inicialmente, pretendendo confrontá-la com raiva por causa dessa revelação, Pen fica surpresa ao descobrir que Edie não sabia que Victor era casado. Edie continua falando sobre suas esperanças para o casamento iminente, já que ela foi ferida e usada repetidamente no passado, tornando-a otimista de que seu casamento com Victor quebrará essa cadeia de relacionamentos prejudiciais. Isso faz Pen perceber que Edie não é totalmente culpada por seu divórcio e que ela é tão vítima das ações de Victor quanto Pen. Sabendo que um confronto irritado agora não tem sentido e machucaria Edie de maneira negativa, Pen opta por ficar em silêncio e sair em silêncio no dia seguinte. No entanto, Edie descobre a verdade quando as duas mulheres viajam para o aeroporto e se deparam com Victor, que imediatamente reconhece as duas mulheres. O filme termina com Pen retornando a Harry para perseguir um romance, enquanto Edie escolhe viajar para Acapulco com Victor, mas os dois são mostrados discutindo, deixando ao espectador decidir se o casal finalmente se casou ou não.

## Elenco
- Stockard Channing como Pen
- Jennifer Tilly como Edie
- Scott Glenn como Harry
- Stuart Wilson como Victor
- Chris Sarandon como Max
- Michael O'Keefe como Ken
- Michael McKean como Rick
- Randy Travis como Pony Cobb
- Joanna Gleason como Maude
- Beverly D'Angelo como Barlady
- Martin Mull como Johnnie Sparkle
- Louise Fletcher como juíza
- Wendy Mull como testemunha residente
- Carol Ann Susi como Irma
- Missy Hargraves como Rosalee

## Produção
Em agosto de 1995, as cenas foram filmadas no Aeroporto Internacional Reno–Tahoe, em Reno, Nevada. A Reno Air ajudou a equipe de filmagem durante as filmagens no aeroporto. Na época, o filme estava programado para ser lançado por volta do Natal de 1995.